# Бычок-песочник
Бычок-песочник, или речной бычок (лат. Neogobius fluviatilis), — вид лучепёрых рыб семейства бычковых отряда Gobiiformes. Понто-Каспийский реликтовый вид.

## Описание
Темя, затылок, спина, жаберные крышки (на треть), основания грудных плавников, задняя половина горла и брюхо покрыты циклоидной чешуёй. Второй спинной плавник значительно снижается до заднего конца тела. Ширина головы равна её высоте или чуть больше. Рот конечный или верхний, рыло заострённое. На челюстях имеются мелкие конические зубы. Нижняя челюсть выдается вперёд, верхняя губа не утолщена по бокам. Окраска тела буровато- или желтовато-серая, обычно с очень бледным буроватым рисунком с тёмными пятнами, которые сливаются. Спинной и хвостовой плавники с рядами тёмных пятнышек. Самцы во время нереста совершенно чёрные с желтоватыми каёмками на непарных плавниках. Длина 7—10, иногда до 18—20 см, масса около 50 г.

## Распространение
Естественным ареалом данного вида являются пресные и солоноватые воды Чёрного и Мраморного морей. В бассейне Мраморного моря распространён в озёрах Куш, Сапанджа, реке Казоли (около Бурсы), в Босфоре.
В Чёрном море встречается во всех солоноватых участках. Также встречаются на Волге.

## Образ жизни
Держится на песчаном дне у берегов с проточной водой. На зимовку уходит на глубину, покрывается толстым слоем слизи, не питается и почти не двигается. Живёт 5—7 лет.
Типичный малакофаг, однако моллюски в его рационе имеют меньшее значение, чем для бычка-кругляка. В Азовском море его рацион на 85 % составляют моллюски, большей частью Abra segmentum. В Тендровском заливе в его питании доминируют полихеты, личинки Chironomidae, моллюски Abra, Cerastoderma, ракообразные: амфиподы, креветки, молодь бычков и взрослые особи мраморного бычка-бубыря (Pomatoschistus marmoratus). В придунайских озёрах Ялпуг и Кугурлуй в питании бычка присутствуют большей частью амфиподы, моллюски (Dreissena polymorpha), а также Oligochaeta.
В Хаджибейском лимане в рационе бычка найдено 12 видов кормовых объектов. Полихеты и личинки насекомых (Chironomidae gen. sp.) и креветка Palaemon elegans играют значительную роль в питании во все сезоны. В отдельные сезоны значение имеют крабы Rhithropanopeus harrisii, морская трава Zostera marina и амфиподы Marinogammarus olivii. Также в рационе взрослых бычков отмечались планктонные ракообразные (Cyclopidae, Diaptomidae, Daphnia).

## Размножение
Половая зрелость наступает на втором году жизни, когда рыба достигает длины 10 см. Нерест с конца апреля до начала июня при температуре воды 10—13 °С. Для нереста выбирает мелководье вдоль берегов. Самки откладывают от 700 до 2800 икринок зеленоватого цвета, диаметром не менее 2,5 мм в ниши, которые самцы выгребают в песке или в иле под камнями. Икра развивается в личинки в течение 2—3 недель при температуре воды 15—16 °C , а ещё через 5 дней вылупляются мальки. На первом году жизни рыбки достигают в длину 3—5 см, на втором — 6—10 см, на четвёртом — 12—20 см.

## Паразиты
У бычка-песочника в северо-западной части Чёрного моря известно 12 видов паразитов. К основным паразитам относятся метацеркарии Cryptocotyle concavum, Cryptocotyle lingua и Pygidiopsis genata, а также нематоды Dichelyne minutus, часто встречаются ленточные черви Ligula pavlovskii. Трематоды C. lingua и P. genata способны заражать человека. В 1950-х годах у берегов Таганрогского залива (Азовского моря) бычок-песочник был отмечен как хозяин эпизоотических нематод Tetrameres fissispina и Streptocara crassicauda, которые вызвали гибель утят.
У бычка-песочника в среднем Дунае (Словацкий сектор) найдено 9 видов паразитов, среди которых самые распространённые глохидии моллюсков Anodonta anatina, Pseudoanodonta complanata, а также метацеркарии трематод Diplostomum spathaceum.